# 海上常衡
海上 常衡（うなかみ つねひら、生没年不詳）は、平安時代末期の武将。平常兼の十一男。通称は与一介。

## 生涯
通称が与一介であるという事から推測すると下総権介に就任していたとおもわれる。